# Sielsowiet Wałosawiczy (obwód homelski)
Sielsowiet Wałosawiczy (biał. Валосавіцкі сельсавет, Wałosawicki sielsawiet; ros. Волосовичский сельсовет) – sielsowiet na Białorusi, w obwodzie homelskim, w rejonie oktiabrskim, z siedzibą w Wałosawiczach.

## Demografia
Według spisu z 2009 sielsowiet Wałosawiczy zamieszkiwało 944 osób, w tym 906 Białorusinów (95,97%), 27 Rosjan (2,86%), 6 Ukraińców (0,64%), 2 Ormian (0,21%) i 3 osoby innych narodowości.

## Geografia i transport
Sielsowiet położony jest na Polesiu, w południowo-wschodniej części rejonu oktiabrskiego. Największą rzeką jest Tremla. Na jego terytorium znajduje się Rezerwat Biologiczny Babiniec.
Przez sielsowiet przebiega droga republikańska R34.

## Miejscowości
- agromiasteczko:
  - Wałosawiczy
- wsie:
  - Dzierbin
  - Jurki
  - Muszyczy
  - Niastanawiczy
  - Nowiki
  - Radkou
  - Roh
  - Wospin
  - Zaryżża